# Happier (canção de Marshmello e Bastille)
"Happier" é uma canção do produtor musical americano Marshmello e da banda britânica Bastille .
Escrito e produzido por Marshmello, com letras de Dan Smith e Steve Mac, foi lançado pela Astralwerks em 17 de agosto de 2018. Alcançou o número dois no UK Singles Chart e no Billboard Hot 100 e é o single mais bem sucedido de Marshmello no Reino Unido e nos EUA. É também de Bastille mais alto de gráficos único bem em ambos os gráficos superando seu 2013 single " Pompeii "' alcançou a posição de número cinco no Hot 100 e a posição de número dois na parada do Reino Unido. Ele também registrou 27 semanas entre os dez primeiros da lista das 100 melhores. A canção também detém atualmente o recorde de muitas semanas passadas na posição número um na parada de US Dance/Eletronic Songs, com 69 semanas em janeiro de 2020.
A canção foi tocada ao vivo no MTV Europe Music Awards 2018 junto com o single de Marshmello ' Friends ' com Anne Marie .
A canção foi classificada em 33º lugar na parada de final de década da Billboard Hot 100 de 2010, e é a canção com maior classificação a não liderar a parada semanal da Billboard Hot 100.

## Fundo
Dan Smith, vocalista do Bastille, tinha escrito originalmente 'Happier' para Justin Bieber, mas a banda decidiu mantê-lo para si. “Temos nos divertido muito escrevendo para outros artistas dentro e entre a produção de nossos álbuns e mixtapes do Bastille”, disse Smith ao NME . “Ano passado nós escrevemos uma música chamada 'Happier' e todos ficaram muito animados com isso, então pensamos que seria uma boa colaboração. Foi muito interessante trabalhar nisso com Marshmello, que conseguiu encontrar um pouco de euforia em uma música bem melancólica e direta. É sempre bom entrar no mundo de outra pessoa por um minuto e estamos animados por fazer parte dele. "

## Composição
"Happier" é uma canção pop otimista que traz elementos do pop rock . Liricamente, a música conta "a história de um amor que acabou antes que uma das partes quisesse aceitá-lo". Kat Bein, da Billboard ' opinou que "soa um pouco mais como seus sucessos de rádio".
Em maio de 2019, o produtor de trance russo Arty abriu um processo contra Marshmello por violação de direitos autorais, citando que "Happier" roubou elementos da música do remix de Arty da música " I Lived " de OneRepublic . De acordo com o processo, é possível que Marshmello tenha se familiarizado com o remix de Arty, lançado em 2014, e usado elementos de música copiados em sua próxima música "Happier", que não estreou até 2015. Ao lado de Marshmello, outros réus no caso incluem Daniel Campbell Smith, Steve Mac e várias editoras musicais. Arty é representado pelo advogado Richard Busch, que anteriormente representou a família Marvin Gaye no processo " Blurred Lines ".

## Clipe
Três videoclipes foram lançados para apoiar o single. O inicialmente lançado era um vídeo com letra simples. Isso foi seguido por um vídeo de apresentação com Marshmello tocando vários instrumentos e Dan Smith cantando e dançando, ambos em quadros diferentes e apenas aparecendo juntos no final do vídeo. Em 24 de setembro de 2018, Marshmello lançou o videoclipe oficial no YouTube Premiere, estrelado por Miranda Cosgrove como uma adolescente que usa aparelho dentário, junto com Teala Dunn, Jordyn Jones e James Babson como o pai. O videoclipe enfoca a personagem de Cosgrove durante seu aniversário, quando ela recebe um cachorrinho de aniversário. Mais tarde, o vídeo mostra como é sua vida enquanto ela lida com o bullying e luta com a perda de seu cachorro de estimação. No final do vídeo, a personagem de Cosgrove - agora uma mulher de meia-idade - dá uma festa de aniversário para sua própria filha, na qual seu pai dá a sua neta um cachorro de presente. A cor amarela e o logotipo de Marshmello aparecem em todo o vídeo, mas nem ele nem ninguém da Bastille aparecem no vídeo. O vídeo foi dirigido por Mercedes Bryce Morgan e fotografado pelo diretor de fotografia Steve Gainer .

### Sinopse
O aniversário de uma menina é comemorado, e ela fica muito chateada até que ela pega um cachorro e coloca um laço nele. Quando ela se torna uma adolescente, ela se junta a um time de futebol, e um dos capitães a escolhe por último. Na próxima cena está a foto do time, e a garota estava na frente; mas os capitães roubam seu lugar e ela se junta à retaguarda. Quando ela sorri, seu aparelho é visto, e ela é ridicularizada por eles. Ela então sai do time e brinca com seu cachorro em casa, apenas para descobrir que seu cachorro está doente. Meses se passam e o cachorro ainda está doente. O cão é levado ao veterinário; o veterinário explica o que vai acontecer e tem uma conversa particular com o pai da menina. O pai da menina explica o que vai acontecer, então o cachorro é levado e colocado no chão. Os anos passam, a menina cresce e tem uma filha, que fica feliz quando o avô lhe dá um cachorro de presente de aniversário.

## Listagens de rastreamento
| - Digital download 1. "Happier" – 3:34 - Digital download – acoustic 1. "Happier" (stripped) – 4:10 - CD single 1. "Happier" – 3:34 2. "Happier" (Breathe Carolina remix) – 2:38 | - Digital download – remixes EP 1. "Happier" (Frank Walker remix) – 3:16 2. "Happier" (Breathe Carolina remix) – 2:38 3. "Happier" (Spence remix) – 3:15 4. "Happier" (Blanke remix) – 3:21 - Digital download – remixes (part 2) EP 1. "Happier" (Jauz remix) – 4:03 2. "Happier" (Svdden Death remix) – 4:48 3. "Happier" (West Coast Massive remix) – 3:28 4. "Happier" (Matt Medved remix) – 2:50 5. "Happier" (Hikeii remix) – 3:06 6. "Happier" (Tim Gunter remix) – 3:31 |

## Créditos e pessoal
Créditos adaptados de Tidal .
Marshmello - produção, composição
Bastille - vocais, composição
Robin Florent - assistência de mixagem
Scott Desmarais - assistência de mixagem
Michelle Mancini - mestre em engenharia
Chris Galland - engenharia de mistura
Manny Marroquin - mixagem
Steve Mac - produção vocal